# Ben Halloran
Benjamin Halloran (ur. 14 czerwca 1992 w Cairns) – australijski piłkarz występujący na pozycji pomocnika w niemieckim klubie 1. FC Heidenheim oraz w reprezentacji Australii. Znalazł się w kadrze na Mistrzostwa Świata 2014.